# Реки Псковской области
Все реки, протекающие по территории Псковской области, принадлежат к водосборному бассейну Балтийского моря. Всего в области насчитывается около 15 тысяч водотоков, из которых примерно полтора десятка имеют длину более 100 километров. Территориально реки разделяются на три озёрно-речных бассейна. Крупнейшими реками Псковско-Чудско-Нарвского басcейна, который занимает 58 процентов территории области, являются Плюсса и Великая, Ильмень-Волховского бассейна (30 процентов территории на востоке области) — Ловать и Шелонь, Западно-Двинского на юге области (9 процентов) — Усвяча и Нища.

## Гидрологический режим
Питание рек Псковской области является смешанным. Почти половина объёма годового стока обеспечивается таянием снега. В зависимости от количества осадков среднегодовой расход воды терпит колебания до 40 процентов в обе стороны. Разность уровней воды между меженью и половодьем составляет 5-6 метров для крупных рек и 1-2 метра для рек небольших. Весеннее половодье начинается в конце марта (начале апреля в северных районах) и длится около 10-12 дней. Осенний паводок, в свою очередь, довольно продолжительный, во время него происходит подъём воды до 2 метров; для летних паводков возможны изменения в уровне до 4 метров. В зимний период толщина льда на реках — около 50-60 сантиметров; на больших водотоках он появляется в первой половине декабря и на декаду раньше — на некрупных. Среднемесячная температура воды в самом тёплом месяце июле в реках достигает 20 °C.
Воды рек области минерализованы слабо (величина минерализации составляет 200—500 мг/л), по ионному составу они входят в гидрокарбонатный класс (преобладает кальций).

## Бассейны рек области
Жирным шрифтом выделены реки, находящиеся полностью или частично в пределах Псковской области
- Псковско-Чудско-Нарвский бассейн (Нарва)
  - бассейн Псковско-Чудского озера
    - бассейн реки Великой
      - бассейны рек Пскова, Черёха, Сороть, Алоля, Исса, Синяя, Утроя, Кухва, Веда, Кудеб, Каменка и др.

    - бассейны рек Желча, Чёрная, Черма, Толба, Гдовка и др.

  - бассейн реки Плюсса
    - бассейны рек Люта, Чёрная, Курея, Яня и др.
- Ильмень-Волховский бассейн (Нева-Ладожско-Онежский бассейн)
  - бассейн реки Волхов
    - бассейн озера Ильмень
      - бассейн реки Шелонь
        - бассейны рек Ситня, Удоха, Уза, Судома, Белка, Полонка и др.

      - бассейн реки Ловать
        - бассейны рек Полисть, Хлавица, Локня, Насва, Балаздынь, Кунья и др.
- Западно-Двинский бассейн (Западная Двина)
  - бассейны рек Жижица, Двинка, Усвяча, Дрисса (в том числе: Свольна, Нища, Уща) и др.

## Крупные реки области
Крупнейшие реки области по длине (свыше 80 км):
| название реки   | длина, км | в том числе в области, км | площадь бассейна, км² | исток реки (водоём, место) и район                                                                           | устье реки (впадает в водоём) и район          |
| --------------- | --------- | ------------------------- | --------------------- | --- | ---------------------------------------------- |
| Великая         | 430       | 430                       | 25200                 | к северу от озера Большой Вяз, Бежаницкая возвышенность (Новосокольнический район)                           | Псковско-Чудское озеро (Псковский район)       |
| Ловать          | 530       | 250                       | 21900                 | между озёрами Завесно (Витебской области Белоруссии) и Ловатец (Невельского района Псковской области России) | озеро Ильмень (Новгородская область)           |
| Плюсса          | 281       | 247                       | 6550                  | Заплюсские озёра (Плюсский район)                                                                            | Нарвское водохранилище (Ленинградская область) |
| Исса            | 174       | 174                       | 1580                  | озеро Дедино (Себежский район)                                                                               | реку Великая (Пушкиногорский район)            |
| Шелонь          | 248       | 171                       | 9710                  | болото у озера Селезень (Дедовичский район)                                                                  | озеро Ильмень (Новгородская область)           |
| Черёха          | 145       | 145                       | 3230                  | озеро Черешно (Островский район)                                                                             | реку Великая (Псковский район)                 |
| Синяя (Зилупе)  | 195       | 123                       | 2040                  | озеро Освейское (Витебская область Белоруссии)                                                               | реку Великая (Островский район)                |
| Утроя (Ритупе)  | 176       | 122                       | 3000                  | озеро Мейрану к северо-западу от оз. Цирма (Латвия)                                                          | реку Великая (Островский район)                |
| Локня           | 119       | 119                       | 2190                  | озеро Локново, Бежаницкая возвышенность (Локнянский район)                                                   | реку Ловать (Локнянский район)                 |
| Ситня           | 117       | 107                       | 1020                  | озеро Яхновское, Лужская возвышенность (Струго-Красненский район)                                            | реку Шелонь (Новгородская область)             |
| Желча           | 107       | 107                       | 1220                  | Лужская возвышенность (Струго-Красненский район)                                                             | Псковско-Чудское озеро (Гдовский район)        |
| Алоль (Алоля)   | 105       | 105                       | 860                   | озеро Арно, Бежаницкая возвышенность (Опочецкий район)                                                       | реку Великая (Пустошкинский район)             |
| Уза             | 103       | 103                       | 761                   | озеро Городновское, Судомская возвышенность (Дедовичский район)                                              | реку Шелонь (Порховский район)                 |
| Пскова          | 102       | 102                       | 1000                  | к северу от озера Псковянское, Лужская возвышенность (Струго-Красненский район)                              | реку Великая (Псковский район)                 |
| Люта            | 96        | 96                        | 640                   | Лужская возвышенность (Струго-Красненский район)                                                             | реку Плюсса (Плюсский район)                   |
| Кебь            | 93        | 93                        | 822                   | Лужская возвышенность (Струго-Красненский район)                                                             | реку Черёха (Псковский район)                  |
| Сороть          | 80        | 80                        | 3910                  | озеро Михалкинское (Новоржевский район)                                                                      | реку Великая (Пушкиногорский район)            |
| Курея           | 80        | 80                        | 470                   | Лужская возвышенность (Струго-Красненский район)                                                             | реку Плюсса (Плюсский район)                   |
| Льста (Лонница) | 80        | 80                        | 1310                  | озеро Ильсто, Бежаницкая возвышенность (Бежаницкий район)                                                    | реку Сороть (Новоржевский район)               |